# Linkers Hof

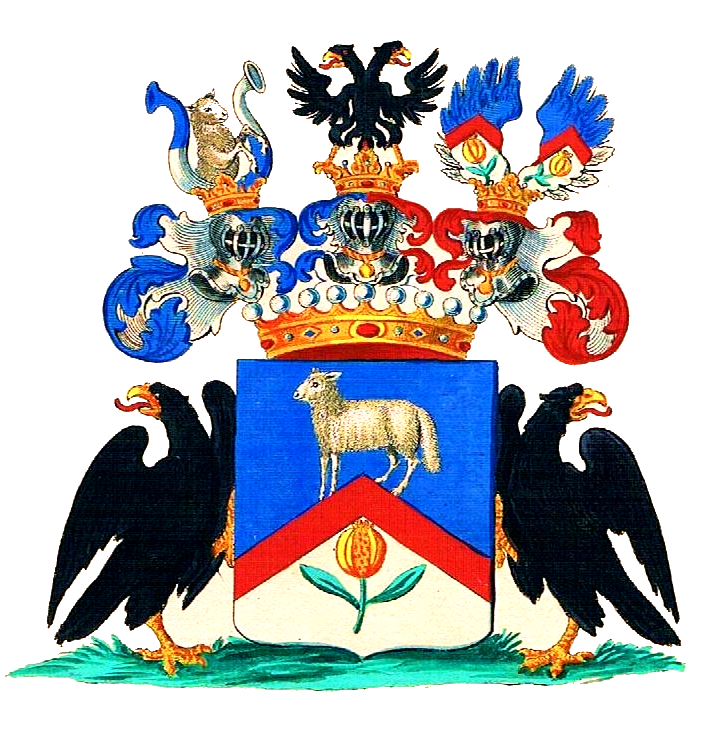
Wappen der Grafen von Linker

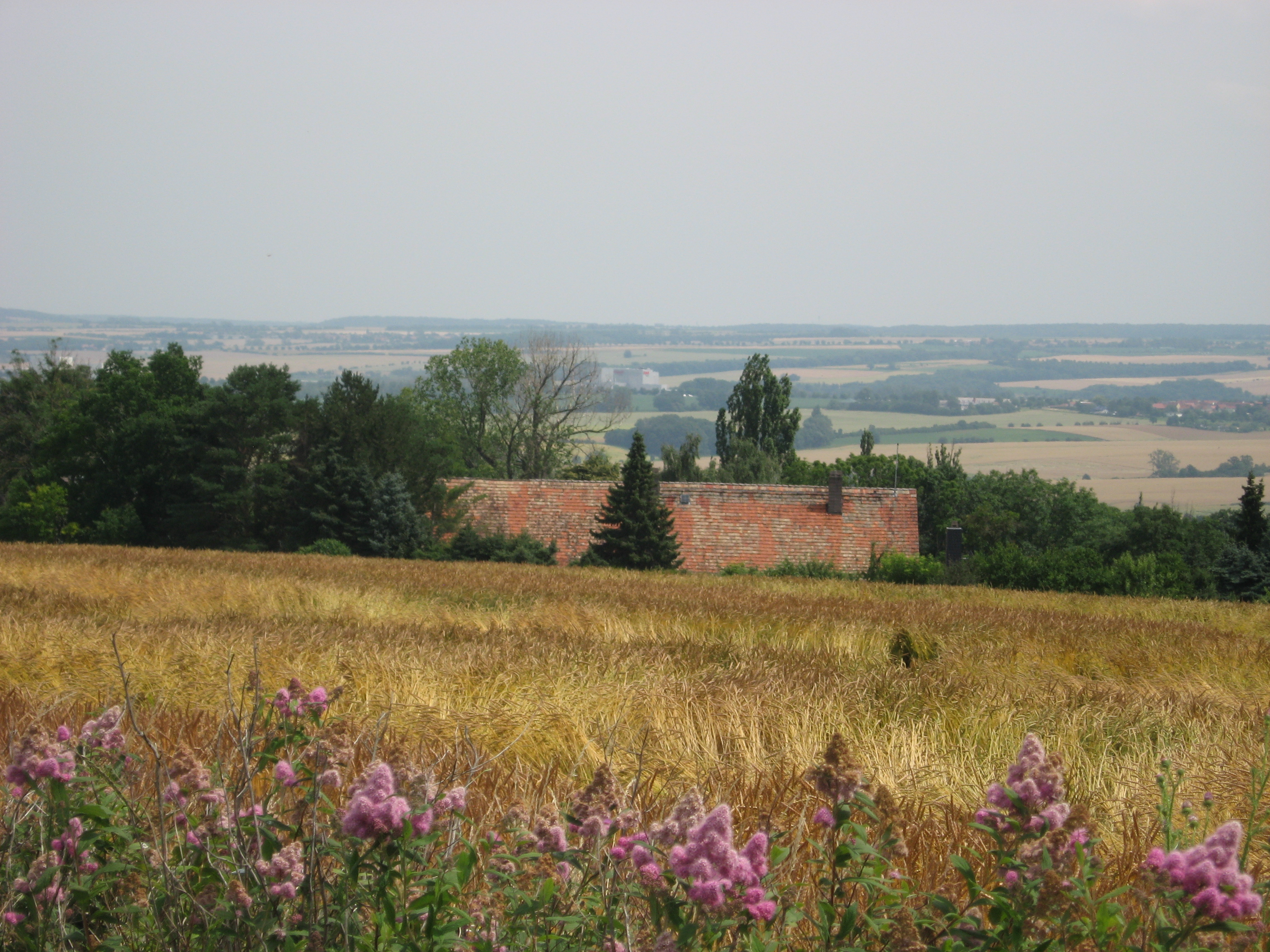
Linkers Hof aus Richtung Altschöndorf

Linkers Hof oder Linkershof ist ein ehemaliges Vorwerk der Burg Denstedt. Der Weiler liegt am Fuße des Kleinen Ettersberges und gehört zu Denstedt, einem Teil von Ilmtal-Weinstraße.
Benannt wurde er nach den Eigentümern aus dem katholischen Zweig der Linker von Lützenwick. Einer davon war Carl Wilhelm Heinrich von Lyncker, dem eine Beschreibung des Weimarer Hofes zur Goethe-Zeit zu verdanken ist. Dieser bewohnte ab 1838 das dortige Herrenhaus. Dieses Vorwerk wurde 1746 errichtet und wurde im 19. Jahrhundert einfach „das Höfchen“ genannt. In Kromsdorf gibt es den „Linkershofer Weg“, der in die Richtung zum Linkershof führt. Linkers Hof steht auf der Liste der Kulturdenkmale in Ilmtal-Weinstraße und ist eingetragen unter der offiziellen Bezeichnung Wappentafel. Unweit von Linkers Hof in östlicher Richtung gibt es ein Weingut.
Unweit von Linkers Hof befindet sich der zur Flur Wohlsborn gehörige Bärenhügel.